# The Gold Experience
The Gold Experience (englisch für Die Gold-Erfahrung) ist das 17. Studioalbum des US-amerikanischen Musikers Prince, wobei er alle Songs arrangierte, komponierte und produzierte. Es erschien am 25. September 1995 bei dem Label NPG Records / Warner Bros. Records und ist das erste Album, das er unter seinem unaussprechbaren Symbol als Pseudonym veröffentlichte. In den Massenmedien betonte er damals, „Prince“ sei tot. Aufgrund eines Streits zwischen ihm und Warner erschien The Gold Experience erst elf Monate, nachdem Prince es aufgenommen hatte.
Die Musik zählt zu den Genres Contemporary R&B, Funk, Pop und Rock, die Liedtexte handeln überwiegend von Liebe, Sex und zwischenmenschlichen Beziehungen. Als Gäste wirken das Blechbläserquintett Hornheads, Mayte Garcia, Nona Gaye und Lenny Kravitz mit, der in den Liner Notes aber nicht erwähnt wird. Musikkritiker bewerteten The Gold Experience zum Teil sehr positiv und waren überwiegend der Meinung, es sei Prince’ bestes Album seit Sign “☮” the Times aus dem Jahr 1987. Aus kommerzieller Hinsicht konnte The Gold Experience in einigen Ländern Goldstatus erreichen.
Die Tournee zum Album entwickelte sich aber zu einem Tiefpunkt in Prince’ Musikkarriere; er absolvierte diese bereits sechs Monate vor der Veröffentlichung von The Gold Experience und spielte nahezu alle Albumsongs, die damals kaum jemand kannte. Diverse Konzerte waren nicht ausverkauft und die Mehrzahl von Musikkritikern vertrat die Meinung, vom künstlerischen Aspekt her sei diese Tournee die schlechteste seiner Karriere gewesen.

## Entstehung

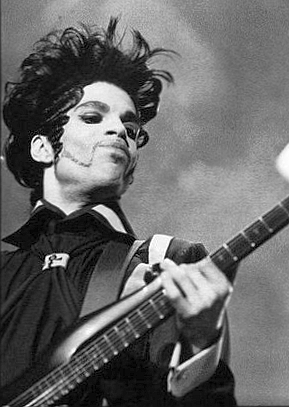
Prince, 1993

Alle zwölf Songs von The Gold Experience nahm Prince von Januar 1993 bis Oktober 1994 auf, wovon er acht Stücke im Jahr 1993 in seinem Paisley Park Studio in Chanhassen in Minnesota einspielte. Am 2. Januar nahm er die beiden Songs Dolphin und Endorphinmachine auf, wobei er Endorphinmachine ursprünglich auf seinem Album Come platzierte. Anfang Juni spielte er die Nummer Interactive ein, die er sowohl auf Come als auch auf The Gold Experience platzierte, letztendlich aber erst auf seiner gleichnamigen CD-ROM ein Jahr später im Juni 1994 veröffentlichte. Zudem ist eine leicht abgeänderte Version auf seinem im Januar 1998 veröffentlichten Album Crystal Ball zu finden.
Am 20. September 1993 spielte Prince The Most Beautiful Girl in the World ein und am 10. Oktober die drei Songs Now, Shy sowie Ripopgodazippa, den er aber auch erst im Januar 1998 auf Crystal Ball veröffentlichte. Ende Oktober nahm er noch die vier Songs 319, Billy Jack Bitch, Gold und Acknowledge Me auf, der ebenfalls erst auf Crystal Ball zu hören ist. Bei dem Song Billy Jack Bitch übernahm Lenny Kravitz die Backing Vocals, aber seine Mitarbeit ist in den Liner Notes von The Gold Experience nicht erwähnt, da er damals bei Virgin Records unter Vertrag stand.
Einige Songs werden von Rain Ivana in der Rolle als „NPG Operator“ auf dem Album vorgestellt. Ihre Stimme wurde Ende 1993 oder Anfang 1994 im Tonstudio Record Plant in Los Angeles in Kalifornien aufgenommen, wo sie damals an der Rezeption arbeitete; im Record Plant spielte Prince bis zum Jahr 1994 regelmäßig Songs ein. Weitere Arbeiten an The Gold Experience führte er aber im Paisley Park Studio durch und überarbeitete Anfang 1994 The Most Beautiful Girl in the World – diese Version ist auf The Gold Experience zu hören. Die im Februar ausgekoppelte Singleversion ist dezent anders abgemischt. Zudem nahm Prince Anfang Januar 1994 Eye Hate U auf, und Ende Januar spielte er eine Studioversion von Days of Wild ein, die bis heute (2025) unveröffentlicht ist; eine Liveversion platzierte er auch Crystal Ball. Das Stück Shhh überarbeitete er Anfang Februar 1994; ursprünglich nahm Prince den Song bereits Mitte Juni 1992 in den Olympic Studios in London auf, als er in dieser Zeit mit seiner Diamonds-and-Pearls-Tour im Vereinigten Königreich gastierte. Er gab das Stück aber an Tevin Campbell weiter, der es auf seinem Album I’m Ready im Oktober 1993 veröffentlichte. Campbell’s Version unterscheidet sich nur leicht von der Prince-Version.
Im Mai 1994 präsentierte Prince Warner Bros. Records das Album The Gold Experience mit folgender Tracklist, wobei er die drei Songs Dolphin, Endorphinmachine und Shhh noch nicht platzierte:
| #  | Titel                                | Veröffentlichung                     |
| -- | ------------------------------------ | ------------------------------------ |
| 1  | NPG Operator #1                      | 1995: The Gold Experience            |
| 2  | Interactive (längere Version)        | 1998: Crystal Ball                   |
| 3  | NPG Operator #2                      | bis heute (2025) unveröffentlicht    |
| 4  | Days of Wild                         | 1998: Crystal Ball (als Liveversion) |
| 5  | NPG Operator #3                      | 1995: The Gold Experience            |
| 6  | The Most Beautiful Girl in the World | 1995: The Gold Experience            |
| 7  | NPG Operator #4                      | 1995: The Gold Experience            |
| 8  | Now                                  | 1995: The Gold Experience            |
| 9  | Acknowledge Me                       | 1998: Crystal Ball                   |
| 10 | Ripopgodazippa                       | 1998: Crystal Ball                   |
| 11 | NPG Operator #5                      | 1995: The Gold Experience            |
| 12 | 319                                  | 1995: The Gold Experience            |
| 13 | NPG Operator #6                      | 1995: The Gold Experience            |
| 14 | Shy                                  | 1995: The Gold Experience            |
| 15 | Billy Jack Bitch                     | 1995: The Gold Experience            |
| 16 | Eye Hate U                           | 1995: The Gold Experience            |
| 17 | NPG Operator #7                      | 1995: The Gold Experience            |
| 18 | Gold                                 | 1995: The Gold Experience            |

Im Sommer 1994 überarbeitete Prince die im Mai von ihm präsentierte Tracklist und spielte im Juli We March ein, wobei der Aufnahmeort der Öffentlichkeit nicht bekannt ist. Am 25. Juli nahm er P Control im Paisley Park Studio auf und im August stellte Prince Warner Bros. Records erneut eine Version von The Gold Experience vor; die drei Songs Days of Wild, Interactive und Ripopgodazippa waren nicht mehr dabei, dafür hatte er nun die vier Stücke Dophin, Endorphinmachine, P Control und We March auf dem Album platziert.
Am 13. Oktober 1994 stellte Prince The Gold Experience mit endgültiger Tracklist fertig; zwar war damals wieder der Song Days of Wild auf dem Album vorhanden, doch dieser wurde – für die Öffentlichkeit aus unbekannten Gründen – kurz vor der Veröffentlichung im September 1995 ersatzlos gestrichen. Von den insgesamt zwölf Albumsongs spielte Prince bei den fünf Tracks Now, P Control, The Most Beautiful Girl in the World, Shy und We March nahezu alle Musikinstrumente selbst ein, bei den restlichen sieben Songs wirkte seine Begleitband The New Power Generation mit.

### Der Streit im Jahr 1994

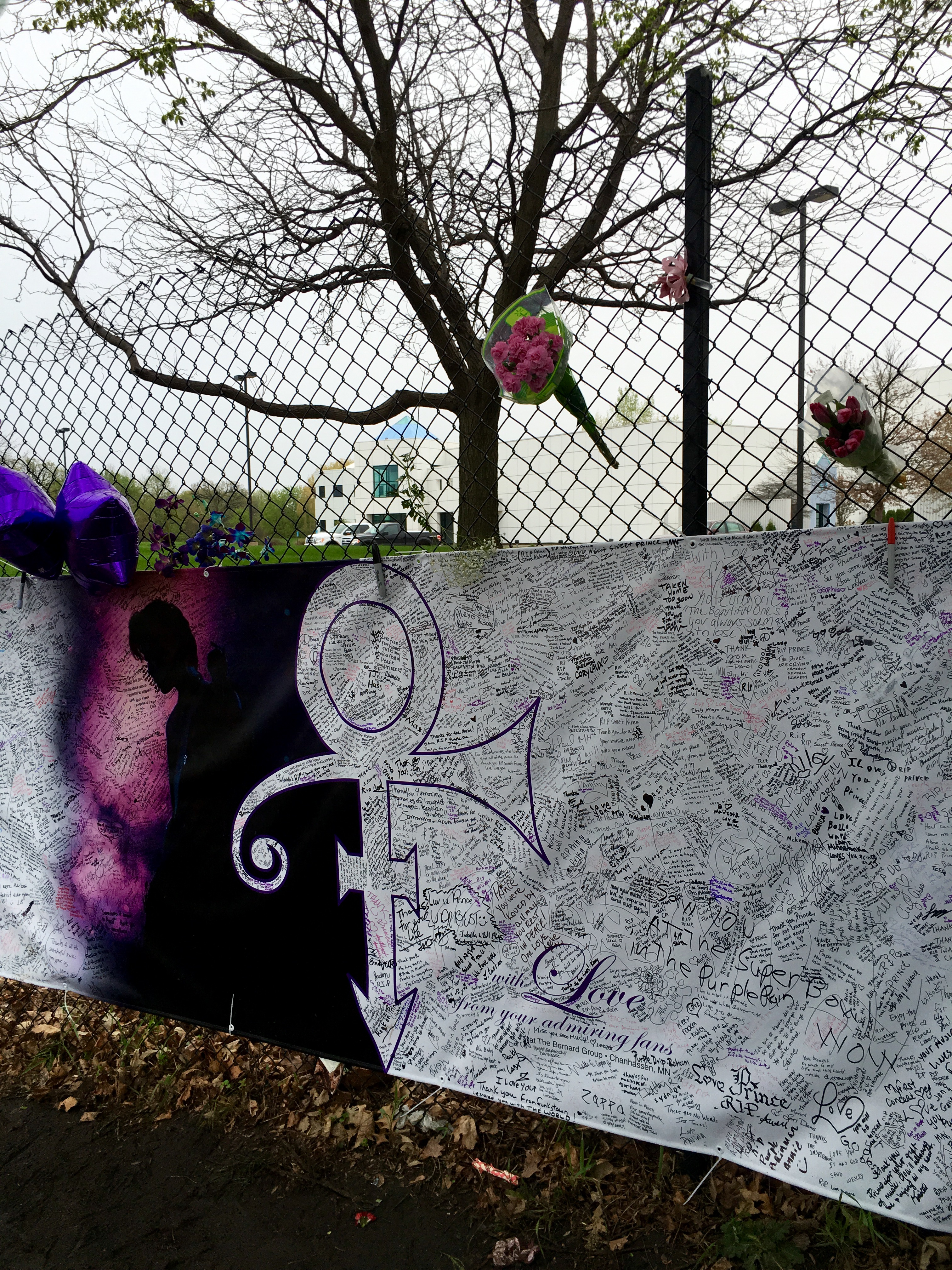
Das unaussprechbare Symbol

Aufgrund eines Streits zwischen Prince und Warner Bros. Records, änderte er im Juni 1993 seinen Namen in ein unaussprechbares Symbol als Pseudonym. Ein Hauptbestandteil der Differenzen war die Veröffentlichung des Albums The Gold Experience. Der Streit wurde zum Teil über Massenmedien in der Öffentlichkeit ausgetragen. Prince fühlte sich in seiner künstlerischen Freiheit eingeschränkt und unterstellte, für Warner sei „nur Marketing wichtig“ und „nur an Geld interessiert“. Die Musik an sich spiele jedoch keine Rolle. Warner distanzierte sich zunehmend von Prince, der noch einen laufenden Vertrag bis zum 31. Dezember 1999 bei dem Label besaß. Aufgrund des Streits erschien The Gold Experience erst elf Monate, nachdem Prince es aufgenommen hatte.
Am 1. Februar 1994 beendete Warner Bros. Records die Zusammenarbeit mit Prince’ Musiklabel Paisley Park Records, das er im Jahr 1985 mit finanzieller Beteiligung Warners gegründet hatte. Beide Labels gaben die Vertragsauflösung am selben Tag bekannt. Bob Merlis, damaliger Vizepräsident von Warner, betonte, alles sei „im gegenseitigen Einverständnis“ geschehen. Er persönlich glaube, Prince „möchte seinen eigenen Weg gehen.“ Als Partner von Paisley Park Records hatte Warner jährlich ungefähr fünf Millionen US-Dollar in das Label investiert. Doch abgesehen von Prince’ eigenen Alben und dem Album Pandemonium (1990) von The Time konnte kein Musiker von Paisley Park Records Top-Ten-Platzierungen erzielen. Merlis sagte, von Paisley-Park-Künstlern wie George Clinton und Mavis Staples seien maximal 175.000, meist aber „weniger als 100.000“ Alben verkauft worden. Prince dagegen meinte: „Wir als Künstler wollen nur Musik machen. Ich habe nicht gedacht, dass ich die Schallplatten vermarkten oder zum Radiosender würde bringen müssen.“ Noch im Februar 1994 gründete er sein neues Musiklabel NPG Records, das bis heute (2025) existiert und eine Tochtergesellschaft von Paisley Park Enterprises ist. Seit Prince’ Tod im April 2016 wird NPG Records von The Prince Estate („Der Prince-Nachlass“) offiziell weitergeführt.
Am 9. Februar veröffentlichte NPG Records in Kooperation mit dem Independent-Label Bellmark Records die Single The Most Beautiful Girl in the World, was im Einverständnis mit Warner Bros. Records passierte. Als Interpret ist „Symbol“ angegeben und Prince war für den Vertrieb und für die Musikpromotion selbst zuständig. Warner hatte keinen Einfluss auf das Marketing und besitzt an dem Song auch keine Urheberrechte. The Most Beautiful Girl in the World wurde zu einem der kommerziell erfolgreichsten Hits in Prince’ Karriere.
Im Mai erzählte Prince dem US-Magazin Vibe, er habe mit The Gold Experience ein neues Album fertig gestellt, wovon Warner jedoch nichts wisse. Zudem kündigte er in dem Interview an, auf Livekonzerten neue Songs spielen zu wollen. Seiner Meinung nach sollte „Musik in jedem Falle uneingeschränkt frei sein.“ Ende Mai schlug Prince Warner Bros. Records vor, das Album Come, das er parallel zu The Gold Experience fertigstellte, unter den Namen „Prince“ und The Gold Experience unter „Symbol“ zu veröffentlichen. Beide Alben sollten am 7. Juni 1994 erscheinen, dem 36. Geburtstag von Prince – auf den Tag genau ein Jahr nach seiner Namensänderung. Außerdem forderte er, beide Alben sollten zu den insgesamt sechs Alben zählen, die er Warner seit dem Vertragsabschluss im Jahr 1992 schuldete. Aber dieser Vorschlag überzeugte Warner nicht; zwar freue sich das Label über eine Veröffentlichung von The Gold Experience, jedoch zu passender Gelegenheit, teilte das Label in einer Stellungnahme mit.
Mitte August 1994 brachte Warner das Album Come heraus, das schließlich zu dem Vertrag aus dem Jahr 1992 zählte. Im September trafen Prince und Warner folgende mündliche Vereinbarung: The Gold Experience sollte eine Woche vor Weihnachten 1994 erscheinen und in den USA über Tommy Boy Records vertrieben werden. In anderen Ländern sollte East West Records für den Vertrieb zuständig sein – beide Musiklabels gehören zum Warner-Konzern. Die Vereinbarung sah außerdem vor, dass Prince für die Marketingstrategie und Musikpromotion des Albums eigenverantwortlich sein sollte, unabhängig von Entscheidungen Warners. Letztendlich hielt sich Prince aber nicht an die mündliche Absprache, weil The Gold Experience nicht zu den mittlerweile noch fünf ausstehenden Alben zählen sollte, die er Warner schuldete.
Am 13. Oktober ließ Prince eine Pressemitteilung veröffentlichten. In dieser war zu lesen, er habe in Bezug auf Warner einen „Point of no Return“ erreicht und aufgrund des Konflikts werde The Gold Experience niemals veröffentlicht werden. Er wolle aber die noch ausstehenden Alben Warner zukommen lassen, da die Sachlage bei ihm Stress verursache. Kurz nach der Bekanntgabe der Pressemitteilung begann NPG Records Nachrichten im Internet über The Gold Experience mit dem Veröffentlichungstag „never“ zu verbreiten. Außerdem wurden Prince-Fans gefragt, ob sie die Petition gegen Warner weiterführen könnten, um das Album „zu befreien“.

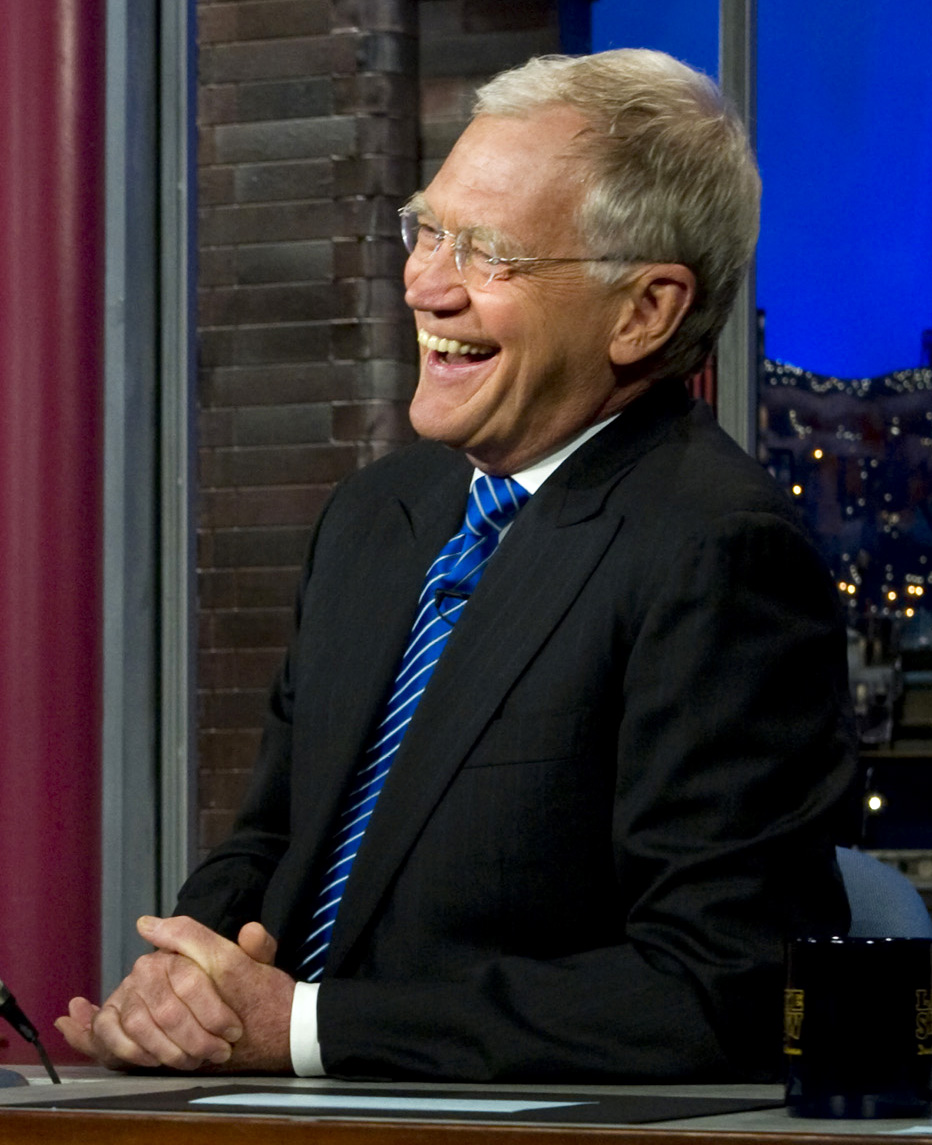
David Letterman, 2011

Am 25. Oktober legte Warner Bros. Records Prince einen Vertrag vor, in dem die Veröffentlichung von The Gold Experience auf Anfang 1995 terminiert wurde. Letztendlich scheiterten die Verhandlungen aber erneut, weil Prince für die Veröffentlichung eine höhere Summe als die von Warner vorgeschlagene verlangte. Da sein damaliger Manager eine andere Meinung als er vertrat und ihm zur Unterschrift riet, entließ ihn Prince und engagierte den damals 28-jährigen Rechtsanwalt L. Londell McMillan – sein sechster Anwalt seit seiner Vertragsunterzeichnung bei Warner Bros. Records im Jahr 1977. Ein weiterer Grund für das Scheitern der Verhandlungen war ein Wechsel an der Führungsspitze Warners; die Verträge von Mo Ostin und Lenny Waronker (* 3. Oktober 1941) – beide waren bereits seit 1977 bei Warner – liefen zum Jahresende aus und wurden nicht verlängert. Die Verhandlungen für The Gold Experience wurden schließlich auf den 12. Mai 1995 verschoben, damit sie unter der neuen Warner-Führung stattfinden könnten. Prince zeigte sich aber weiterhin skeptisch: „Ich glaube nach wie vor, dass The Gold Experience nie veröffentlicht wird“, sagte er in Interviews. Unterdessen machte sich das US-Magazin Billboard über die Verhandlungen lustig und schrieb: „Vielleicht wissen Manager von Warner momentan gerade nicht, wie man nach ihm namentlich fragt, wenn sie ihn telefonisch erreichen wollen.“ Artdirector Michael van Huffel bestätigte nach Prince’ Tod im Jahr 2016 die von Billboard lustig zu verstehende Vermutung: „Er nahm die Sache mit dem geänderten Namen wirklich wahnsinnig ernst. Wenn man fragte, wer dran [Telefon] war, legte er sofort auf. Das passierte einige Male, bis wir uns die Frage verkniffen.“
Als Prince am 13. Dezember bei der US-Talkshow Late Show with David Letterman den damals noch unveröffentlichten Song Dolphin spielte, sagte Moderator David Letterman, das Stück stamme vom Album The Gold Experience „und mir wurde gesagt, dass diese CD niemals veröffentlicht wird.“ Nach Ende seines Auftritts täuschte Prince seinen eigenen Tod vor und ließ sich von der Bühne tragen.
Ende des Jahres 1994 unterbreitete Prince Warner Bros. Records den Vorschlag, wenn das Label die Single Purple Medley – ein Zusammenschnitt seiner kommerziell erfolgreichsten Single-Hits – mit seinem Namen „Prince“ veröffentliche, lasse er im Gegenzug Warner die Mastertapes von The Gold Experience zukommen. Warner willigte ein und brachte im März 1995 Purple Medley als Single heraus, die in den internationalen Hitparaden keine bedeutende Rolle spielte und auf keinem Album zu finden ist.

### Der Streit im Jahr 1995
Auch im Jahr 1995 ging der Streit zwischen Prince und Warner Bros. Records weiter. Am 30. Januar erhielt Prince bei den American Music Awards 1995 den Sonderpreis „Award of Merit“. Er spielte den Song Purple Medley und anschließend ein Medley aus den damals noch unveröffentlichten Songs 319, Billy Jack Bitch und Eye Hate U im Playback. Am Ende sagte Tänzerin Mayte Garcia auf Spanisch „Prince esta muerte“ („Prince ist tot“). Als Prince am 20. Februar bei den BRIT Awards 1995 den Preis in der Kategorie „International Male Solo Artist“ bekam, hielt er eine sehr kurze und flüsternde Rede: „Prince? Der Beste? Gold Experience [sic] ist besser. Auf Livekonzerten – vollkommen frei. Auf Schallplatten – Sklave. Peace, danke.“
Am 12. Mai 1995 fand dann sie Besprechung zwischen Prince und der neuen Führungsspitze von Warner Bros. Records statt. Warner-Chef war nun Danny Goldberg (* 4. Juli 1950), der zuvor als Manager von Nirvana tätig war. Über ihn vertrat Prince die Meinung, er würde weder ihn noch seine Musik verstehen. Dennoch kamen Prince und Warner zu einer vorläufigen Einigung; er sollte in der Öffentlichkeit nicht mehr abfällig über Warner reden, dafür werde das Label am 12. September 1995 The Gold Experience veröffentlichen. Außerdem werde Warner das Album Exodus – ein damaliges Nebenprojekt von Prince mit The New Power Generation – herausbringen.
Prince zeigte sich anfangs kooperativ und teilte im Anschluss des Treffens Reportern mit, er sei dem Label „nicht böse“ und „kein Sklave von Warner“. Doch im Juni 1995 gab er dem Männermagazin Esquire ein Interview, in dem er von seinem nächsten Album Emancipation erzählte. Prince sagte, dieses Album werde sein erstes sein, wenn er wieder frei sei. Zudem sei Emancipation „eine große Überraschung für die Leute von Warner. Niemand scheint etwas davon zu wissen.“ Warner zeigte sich von den Aussagen brüskiert und interpretierte diese so, dass Prince bei anderen Labels qualitativ hochwertige Songs abliefere und Warner absichtlich schlechteres Material zukommen lasse. Zudem vertrat Warner die Auffassung, Prince habe mit dem Interview die vertragliche Abmachung verletzt, das Label öffentlich negativ darzustellen. Das Interview erschien bei Esquire als Titelgeschichte in der Herbstausgabe, worauf Warner beschloss, das Album Exodus in den USA doch nicht zu veröffentlichen.
Vom 8. Juli bis zum 10. Juli 1995 fand in Paris die Fashion Week statt, bei der Gianni Versace seine Modekollektion vorstellte. Während dieser Fashion Week wurden einige Songs von The Gold Experience sowie unveröffentlichte Remixe von P Control gespielt. Die eigens für die Fashion Week zusammengestellte Musik nannte Prince The Versace Experience (Prelude 2 Gold) (Die Versace-Erfahrung (Vorspiel zu Gold)) und war auf Kompaktkassette erhältlich, die an Anwesende der Fashion Week verteilt wurde.
Prince betrieb für The Gold Experience weiterhin Musikpromotion und spielte am 22. August 1995 vor 20 Mitarbeitern von MTV und VH1 das gesamte Album auf CD vor. Nach dem letzten Song sagte er: „Vielen Dank, dass ihr den Wahnsinn ertragen habt.“ Einen Tag später präsentierte er das Album Führungskräften von Black Entertainment Television.
Letztendlich hielt Warner Bros. Records sein Versprechen vom 12. Mai 1995 ein und veröffentlichte das Album The Gold Experience im September 1995.

### „Slave“
In den Jahren von 1994 bis 1996 trat Prince sowohl in der Öffentlichkeit als auch bei Treffen mit Verantwortlichen von Warner Bros. Records mit dem Wort „Slave“ („Sklave“) auf seiner Wange auf, das dort mit Eyeliner geschrieben stand. Außerdem betonte er bei öffentlichen Auftritten weiterhin, der Künstler „Prince“ sei tot. Er fühle sich von Warner „gebeutelt und eingeschränkt“, äußerte er 1994 in einem Interview. Alan Leeds (* 1947), früherer Tourmanager von Prince, war der Meinung, Prince habe „in seinen Argumenten gute Punkte und er besitzt wahnsinnige Zuneigung von anderen Künstlern, jung und nicht so jung, aber … scheinbar hat er aber mehr Energie in die Förderung seiner Ansichten und Marketingkonzepte gesteckt als für das Schaffen der Musik selbst.“ Prince erklärte dem US-Musikmagazin Rolling Stone gegenüber: „Viele Leute sagen, dass ich ein verrückter Spinner bin, weil ich ‚Slave‘ auf mein Gesicht schreibe. Aber wenn ich nicht das tun kann, was ich möchte, was bin ich dann?“ In Hinblick auf Warner meinte er: „Wenn einem die eigenen Master nicht gehören, gehört man dem Master.“
Einige Massenmedien reagierten mit Unverständnis auf Prince’ Vergleiche mit Sklaven; es sei empörend, dass jemand, der wenige Jahre zuvor einen 100-Millionen-Dollar-Vertrag unterzeichnet habe, seine momentane Misere mit der von Afroamerikanern vergleiche, die früher tatsächlich gezwungen waren, als Sklaven zu arbeiten. Als Prince mit diesen Vorwürfen konfrontiert wurde, betonte er, niemals Vergleiche mit Sklaven aus der Vergangenheit oder mit zukünftigen gewollt zu haben. Er habe sich „Slave“ deswegen auf seine Wange geschrieben, damit Warner Bros. Records daran erinnert werde, „welche Stunde geschlagen hat“. Bob Merlis, damaliger Vizepräsident von Warner Bros. Records, sagte über Prince: „Wenn er ein Sklave ist, dann ist er einer der bestbezahlten Sklaven der Welt.“ Schlagzeuger Michael Bland (* 1969) von Prince’ Begleitband The New Power Generation kommentierte die Situation folgendermaßen: „Die Geschichte wurde jeden Tag ein bisschen bunter, aber wir [The New Power Generation] hatten damit nichts zu tun. Ich verdrehte die meiste Zeit nur die Augen. Er hatte in einigen Dingen Recht, aber für mich war Geschäft nun mal Geschäft, und es ist wichtig, einmal eingegangenen Verpflichtungen nachzukommen.“
Das letzte Mal trat Prince mit dem Wort „Slave“ am 9. Juli 1996 in der Öffentlichkeit auf. Damals erschien sein Album Chaos and Disorder und er war als Gast in der US-Fernsehsendung Today Show eingeladen, die morgens 8:45 Uhr vor den NBC Studios am Rockefeller Center in New York City live gesendet wurde. Eine Woche nach diesem Auftritt sagte Prince in der Los Angeles Times: „Ich war zuvor verbittert, aber jetzt habe ich mein Gesicht gewaschen. Ich kann nun einfach weiter machen. Ich bin frei.“ Bob Merlis sagte lediglich: „Ganz ehrlich? Wir sind froh, unsere Ruhe vor ihm zu haben.“
Marylou Badeaux, ehemalige Vizepräsidentin von Warner Bros. Records, meinte über Prince: „Ich machte mir wirklich Sorgen darüber, dass er nicht zu begreifen schien, was er seiner Karriere mit diesem Kleinkrieg mit Warner antat.“

### Finanzielle Probleme

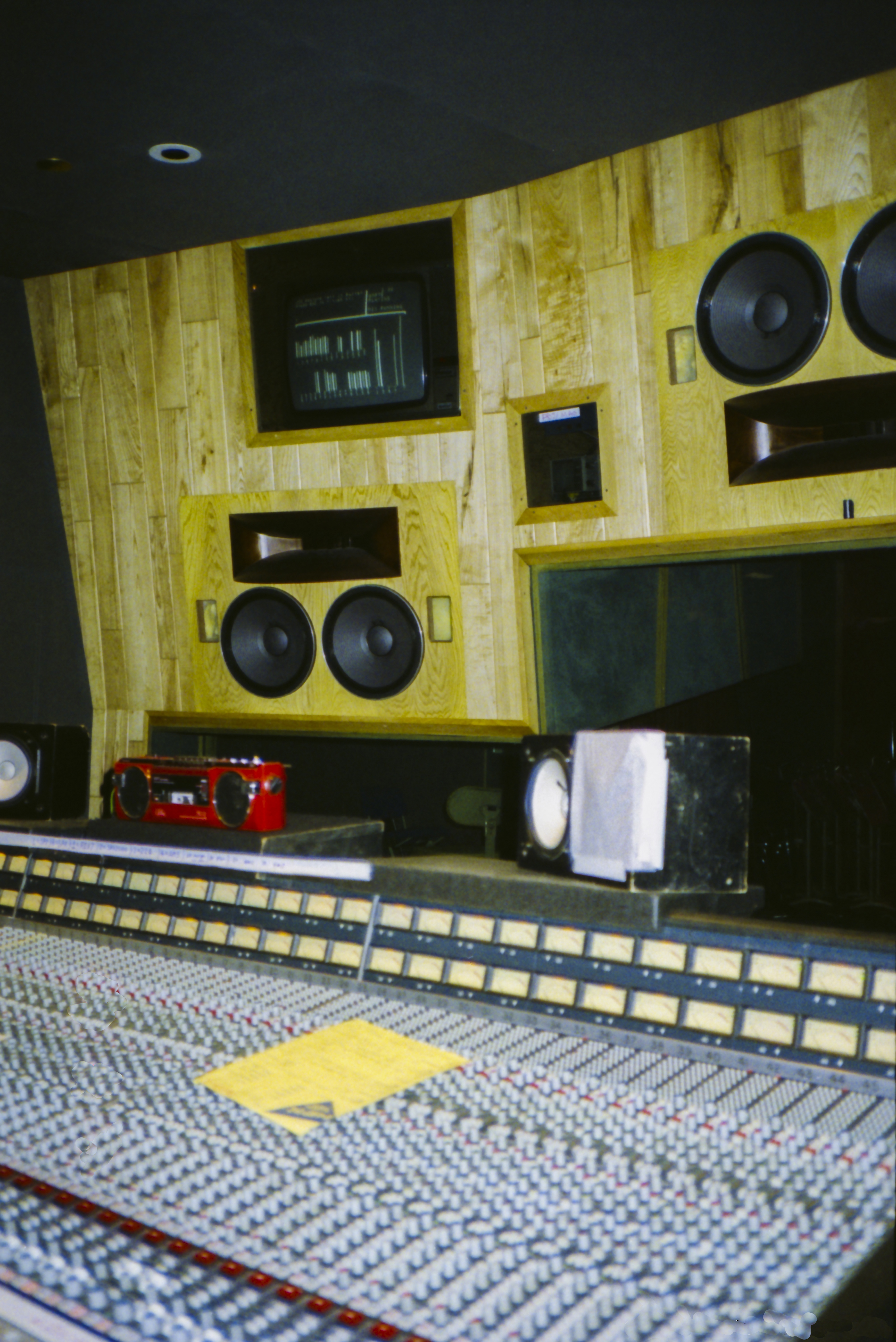
Der Kontrollraum im Record-Plant-Studio, 2012

Im Zeitraum von 1994 bis 1995 berichteten verschiedene Massenmedien übereinstimmend, Prince habe finanzielle Probleme. Das Wirtschaftsmagazin Forbes analysierte seine damalige Situation; Prince befinde sich mit Warner Bros. Records im Streit und beschuldige dessen Führungskräfte, sie würden seine Musik „versklaven“, obwohl diese lediglich die Vertragsbedingungen erfüllen wollten. Als Warner die Zusammenarbeit mit Prince’ Label Paisley Park Records beendete, habe er sich „in sein Paisley Park [Studio] zurückgezogen“ und sich mit Ausgaben von „sechs Millionen US-Dollar pro Jahr fast selbst zerstört“, um „das Studio am Laufen zu halten.“ Zudem habe Prince im Jahr 1994 „ungefähr vier Millionen US-Dollar für Band-Rehearsals und für den Bau von Konzertbühnen für Tourneen“ ausgegeben, die er aber niemals absolvierte. Außerdem habe er zwei Millionen US-Dollar für die Fertigstellung der EP von The Beautiful Experience investiert. Dann produziere Prince ungefähr 30 Musikvideos im Jahr, von denen ein einziges „bis zu 500.000 US-Dollar“ koste. Doch die Mehrzahl der Musikvideos habe er nicht veröffentlicht [Stand 1995]. Erst nach Prince’ Tod veröffentlichte The Prince Estate im Jahr 2016 diese Videos auf dem Benutzerkonto von YouTube.
Der Forbes-Journalist Rob LaFranco, der damals für die Top-40-Liste der „Bestverdienenden Entertainer“ zuständig war, hob hervor, dass Prince in dieser Liste seit 1993 [Stand: September 1995] nicht mehr zu finden ist. Gemäß LaFranco habe Prince einen Kredit von Warner Bros. Records bekommen, um einen finanziellen Bankrott abzuwenden. „Vor zwei Jahren [1993] hatte er zwischen 10 und 15 Millionen US-Dollar Schulden. Seine Schallplatten verkauften sich nicht und er war in den roten Zahlen. Vermutlich bekommt Warner Geld von seinen Tantiemen, die ihm jährlich ungefähr fünf Millionen US-Dollar einbringen.“ Zudem werde der Kredit aus dem Erlös von früheren Prince-Alben abgezahlt, die sich über Jahre fortlaufend verkaufen.
Prince nahm im Tonstudio Record Plant in Los Angeles in Kalifornien regelmäßig Songs für seine Studioalben auf und bezahlte dafür jährlich 500.000 US-Dollar. Doch im Sommer 1995 blieb eine Rechnung von 150.000 US-Dollar für fünf Monate unbezahlt. Als Prince nach einem Mastertape fragte, das er versehentlich im Record Plant vergessen hatte, verlangten die Besitzer des Tonstudios die Begleichung der Rechnung – anschließend könne er sich das Mastertape abholen. Daraufhin wurde die Rechnung sofort bezahlt. Prince’ Bühnendesigner LeRoy Bennett erklärte die finanzielle Situation folgendermaßen: „Er traf für die entscheidenden Positionen die denkbar schlechteste Auswahl und wählte Leute aus, die überhaupt keine Ahnung hatten. Das waren Leute, die aus dem Nichts auftauchten, und keiner von ihnen traute sich, irgendetwas gegen ihn zu sagen – sie machten einfach, was er wollte.“

## Gestaltung des Covers

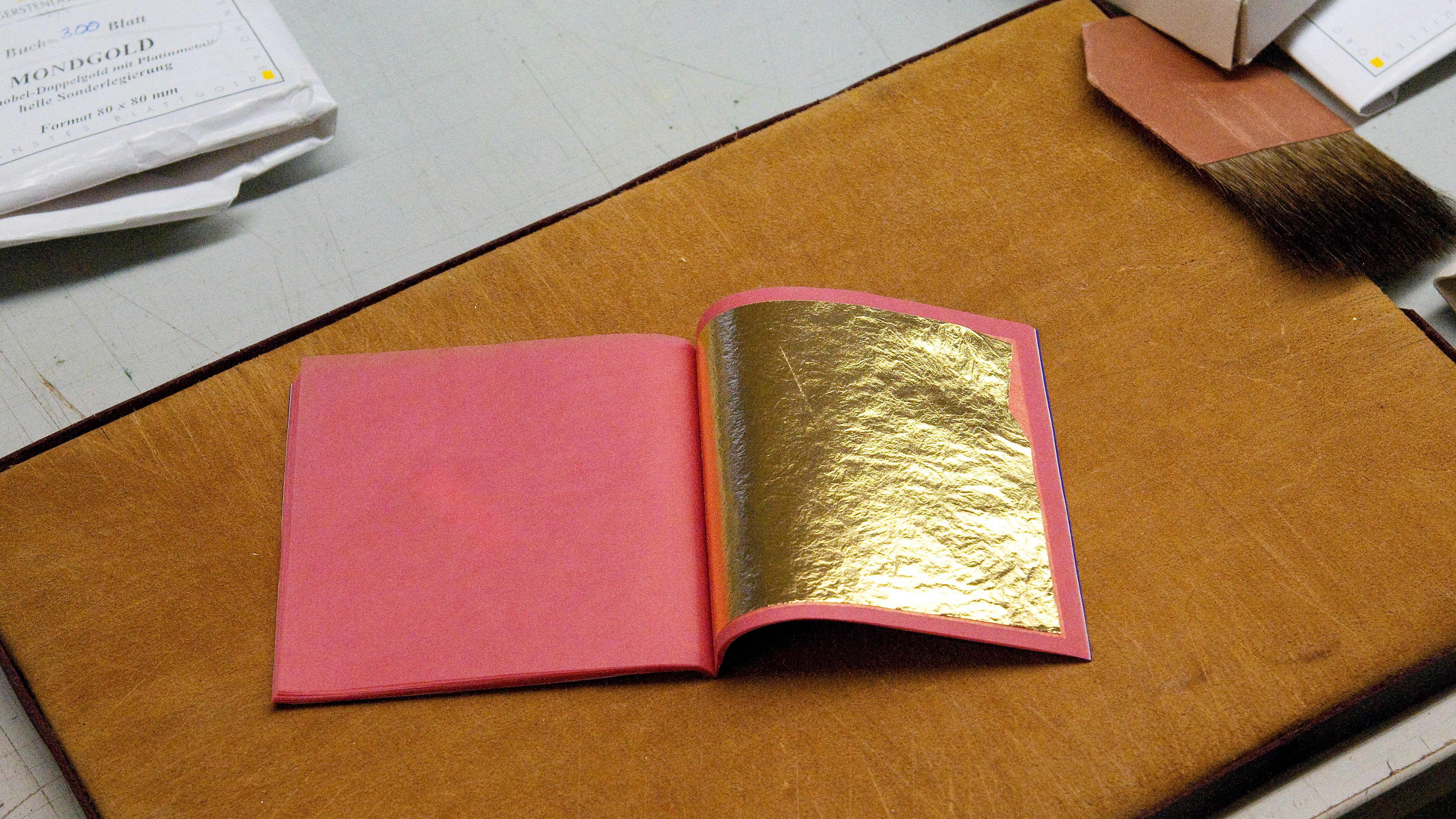
Ein Blatt loses Blattgold, 80 × 80 mm

Das Albumcover ist farblich größtenteils in Goldtönen gehalten und zeigt auf der Vorderseite Prince’ Gesicht, das schemenhaft zu erkennen ist. Das unaussprechbare Symbol ist in einem gelb gehaltenen Farbton mittig rechts platziert, darunter ist der Titel „The Gold Experience“ in schwarzer Schrift zu lesen. Auf dem Rückcover ist sein Gesicht verschwommen zu erkennen, wobei seine Augen aber prominent dargestellt sind. Zudem ist die Tracklist abgedruckt. Sowohl auf der Vorder- als auch auf der Rückseite der Innenhülle der ersten LP ist ein Schwarzweißfoto von Prince abgebildet. Auf der Vorderseite der Innenhülle der zweiten LP sind die Liedtexte abgedruckt, wobei der von P Control nicht vorhanden ist. Auf der Rückseite sind die Liner Notes zu lesen, die von Musikjournalist Jim Walsh von der US-Zeitung St. Paul Pioneer Press verfasst worden sind.
Im Begleitheft der CD sind weitere Fotos abgedruckt, die Prince und die damaligen Bandmitglieder von The New Power Generation zeigen. Zudem ist ein Foto der Konzertbühne „The Endorphinmachine“ zu sehen.
Artdirector Steve Parke (* 1963) war für das Album-Design zuständig. Ursprünglich plante er eine andere Covergestaltung und beschuldigte Warner Bros. Records, sie hätten sein Vorhaben absichtlich verhindert. Parke sagte: „The Gold Experience sollte ein Cover mit Blattgold haben, aber das war Warner Brothers zu teuer. Ich hatte sogar ein Jewelcase, das goldfarbene Körnchen innerhalb des Plastiks hatte. Doch auf einmal hatte Warner Brothers etwas dagegen. Ich bin davon überzeugt, dass Warner keine zusätzliche Energie in das Projekt hineinstecken wollte.“

## Musik und Liedtexte
Die Musik zählt zu den Genres Contemporary R&B, Funk, Pop und Rock. Die Liedtexte handeln überwiegend von Liebe, Sex und zwischenmenschlichen Beziehungen. Prince singt überwiegend melodisch vertont und ist auch in dem für ihn typischen Falsettgesang zu hören, vereinzelt aber auch im Sprechgesang. Die Stimme von Rain Ivana als „NPG Operator“ führt den Zuhörer durch die meisten Albumsongs und stellt diese teilweise als „Experiences“ vor.
1. P Control
Der Opener hieß ursprünglich Pussy Control, doch Prince kürzte das Wort „Pussy“ mit dem Buchstaben „P“ ab, weil befürchtet wurde, Einzelhändler würden ein Album mit dem Wort „Pussy“ auf dem Schallplattencover nicht vertreiben. P Control stammt aus dem Genre Funk und Contemporary R&B, gepaart mit Elementen aus Dance-Pop. Der Song besitzt eine dominante Synthesizer-Struktur und Mayte Garcia eröffnet das Stück mit dem auf Spanisch gesprochenen Satz „Nuestra presentacion especial comenzara en breve. Pero antes un mensaje de nuestros auspiciadores.“ („Gleich wird unsere spezielle Präsentation beginnen. Aber zuerst eine Nachricht von unseren Sponsoren.“) Der von Prince im Sprechgesang vorgetragene Liedtext ist mit einem Augenzwinkern zu interpretieren und handelt von einer Frau, die „Pussy“ heißt und alle Perspektiven ihres Lebens unter Kontrolle hat; beispielsweise übt sie mit ihrer Sexualität Macht auf Männer aus. Der Refrain „Aaah, Pussy Control, oh“ besteht aus einem von Prince geäußerten Schrei.[46][47]
2. NPG Operator #1
Rain Ivana spricht zum ersten Mal als NPG Operator und sagt: „Hallo, willkommen in der Morgendämmerung. Spielplatz für The New Power Generation. Es stehen über 500 Erfahrungen zur Auswahl. Hier ein Beispiel…“
3. Endorphinmachine
Es folgt der Song aus dem Genre Rock und ist von Prince’ Gitarrenspiel geprägt. Im Liedtext bezeichnet er sich als „Endorphinmachine“, der den sexuellen Trieb von Endorphinen seiner Freundin produzieren wird. Der Liedtext ist mehrdeutig zu verstehen und kann auch dahingehend interpretiert werden, man sollte ins Fitnessstudio zum Trainieren gehen. Zum ersten Mal erwähnte Prince die Glückshormone Endorphine im Song Eye Wanna Melt with U vom Album Love Symbol im Jahr 1992.[46] Am Ende von Endorphinemachine sagt Garcia auf Spanisch: „Prince esta muerto. Que viva para siempre el Poder de la Nueva Generacion“ („Prince ist tot. Es lebe die Macht der neuen Generation“).
4. Shhh
Im Liedtext der R&B-Ballade beschäftigt sich Prince mit der sexuellen Verführung einer Frau.[46] Offenbar hat er eine heimliche Affäre und möchte nicht, dass jemand „die Geräusche hört“, weil „diese Liebe eine private Angelegenheit“ ist. Er will es aber nicht in seinem Schlafzimmer machen, weil „wir dann aufhören müssten“. Deswegen würde er lieber warten, „bis alle fest schlafen und es dann in der Küche auf dem Tisch machen“.
5. We March
Das Stück stammt aus dem Musikgenre Funk. Der Liedtext ist einer der gesellschaftskritischsten, die Prince in seiner Karriere verfasst hat; er beschreibt, wie unfair eine rassistische Gesellschaft ist.[46] Als Einleitung zum Song sagt Mayte Garcia: „Uno para todos, y todos para uno“ („Einer für alle, und alle für einen“). Gemäß den Liner Notes singt Prince zusammen mit Nona Gaye, doch ihre Stimme ist kaum zu hören und zu identifizieren.
6. NPG Operator #2
„Willkommen in der Morgendämmerung. Sie haben gerade die ‘Beautiful Experience’ erreicht. Diese Erfahrung umfasst Balz, Sex, Engagement, Fetische, Einsamkeit, Rechtfertigung, Liebe und Hass. Bitte genießen Sie Ihre Erfahrung.“
7. The Most Beautiful Girl in the World
Der Song ist aus dem Genre Pop und die Version auf The Gold Experience unterscheidet sich leicht von der Singleversion; die Albumversion ist 20 Sekunden länger und dezent anders abgemischt. Den Liedtext trägt Prince überwiegend im Falsettgesang vor und handelt davon, wie wichtig „Innere Schönheit“ ist.[46]
8. Dolphin
Wie Endorphinmachine stammt der Song aus dem Genre Rock, wobei Prince’ Gitarrenspiel abermals im Vordergrund steht. Im Liedtext beschäftigt er sich mit dem Thema Reinkarnation und benutzt für seine eigene Reinkarnation als Metapher einen Delphin.[46] Lenny Kravitz übernahm die Backing Vocals, was aber in den Liner Notes nicht erwähnt wird.[48]
9. NPG Operator #3
„Willkommen in der Morgendämmerung. Sie haben gerade die 'Now Experience' erreicht. Diese Erfahrung eignet sich hervorragend zum Tanzen und zur Verbesserung des Selbstwertgefühls. Weitere Titel in dieser Kategorie sind Irresistible Bitch [1983 B-Seite von Let’s Pretend We’re Married aus 1999], Housequake [1987 aus Sign “☮” the Times] und Sexy M.F. [1992 aus Love Symbol]. Aber das war damals, das ist…“
10. Now
Der Song stammt aus dem Bereich Funk, E-Bass und Schlagzeug dominieren. Den Liedtext trägt Prince, ähnlich wie in P Control, im Sprechgesang vor und handelt von künstlerischer Integrität. Der Refrain wird von Prince aber gesungen.[46]
11. NPG Operator #4
„Willkommen in der Morgendämmerung. Sie haben gerade die ‘Beautiful Experience’ erreicht. Diese Erfahrung umfasst Balz, Sex, Engagement … Engagement, Engagement. [Prince sagt] 319 bitte. [unbekannte Frau] Un instant, je vous connecte“ („Einen Moment, ich verbinde Sie“).

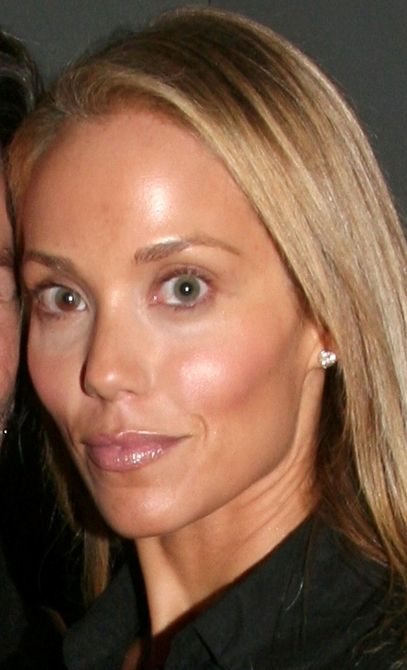
Elizabeth Berkley, 2008

12. 319 Elizabeth Berkley, 2008
Die Bluesrock-Struktur erinnert zuweilen an die Prince-Songs U Got the Look (1987), Partyman (1989), Cream (1991) und Peach (1993). Im Liedtext beschreibt Prince eine Frau, die in einem Hotel mit der Zimmernummer „319“ andeutungsweise masturbiert und sich dabei selbst fotografiert. Der männliche Protagonist schaut ihr währenddessen gerne zu. Später erzählte Prince, dass er beim Schreiben des Liedtextes von Elizabeth Berkley inspiriert wurde, Hauptdarstellerin des Films Showgirls. Das Stück 319 war bereits im genannten Kinofilm zu hören, der vier Tage vor der Veröffentlichung von The Gold Experience in den USA Premiere hatte, aber auf dem Soundtrack des Films nicht vorhanden ist.[28][46][49]
13. NPG Operator #5
„Bitte greifen Sie auf eine andere Erfahrung zu. Bitte greifen Sie auf eine andere Erfahrung zu. Bitte greifen Sie auf ein anderes Er… “.
14. Shy
Das Stück ist der Musikrichtung Funk zuzuschreiben, gepaart mit Elementen aus dem Genre Folk-Rock; Akustik Gitarre und Schlagzeug werden von Blechblasinstrumenten unterstützt. Der Liedtext erzählt die Geschichte von einem Mann, der durch die Gegend von Los Angeles irrt. Er trifft eine junge Frau, die Mitglied einer Bande ist. Sie offenbart ihm, den Mann getötet zu haben, der ihren Freund umbrachte. Doch Prince gegenüber ist die Frau schüchtern.[46]
15. Billy Jack Bitch
Der Track ist aus dem Bereich Soul und Pop, wobei Elektronische Orgeln und Synthesizer dominieren.[46] Der Song enthält ein Sample aus dem Stück Lyin’ Ass Bitch (1985) von der Band Fishbone sowie aus dem Track New Dell Inn (1994), der von Posaunist Michael B. Nelson von den Hornheads geschrieben wurde, weswegen Nelson als Co-Autor für das Arrangement in Billy Jack Bitch erwähnt ist.[27] Wie in Dolphin übernahm Lenny Kravitz die Backing Vocals, was in den Liner Notes aber ebenfalls nicht erwähnt ist. Der Liedtext handelt von der Musikjournalistin und Prince-Beobachterin Cheryl Johnson, die von 1989 bis 2019 für die Tageszeitung Star Tribune mit Sitz in Minneapolis gearbeitet hatte. Prince spricht sie im Liedtext mit ihren Initialen „C.J.“ an und kritisiert sie scharf, weil sie in der Vergangenheit mehrfach negative Berichte über ihn geschrieben hatte und ihn beispielsweise mit „Symbolina“ betitelte, als er im Jahr 1993 seinen Namen in ein aussprechbares Symbol geändert hatte.[50] Nach Aussage Johnsons, habe Prince abgestritten, den Liedtext über sie verfasst zu haben, was seine damalige Freundin Mayte Garcia bestätigt habe.[44] Gemäß Johnson kam es im Juni 1997 zu einer zufälligen Begegnung zwischen ihr und Prince in der Nähe des Paisley Park Studios, wobei er sie als „sein schlimmster Feind“ beschimpft habe. Auf seine Frage, warum sie ihn nicht möge, habe sie geantwortet, seine Art und Weise, wie er sich verhalte, gefalle ihr nicht. Johnson wundere sich, warum Prince als Mensch nicht „normaler“ sein könne, wie beispielsweise Jimmy Jam und Terry Lewis.[51]
16. Eye Hate U
Der Song ist nach Shhh die zweite R&B-Ballade auf The Gold Experience. Der Liedtext handelt von einer Hassliebe zwischen Prince und seiner Geliebten, von der er betrogen worden ist. Er bringt seine untreue Freundin vor ein fiktives „Gericht der Liebe“ und verklagt sie. Zum Schluss möchte er Sex mit ihr im Gerichtssaal haben, um sie somit zurückerobern zu können. Carmen Electra inspirierte Prince zum Liedtext, mit der er im Jahr 1992 eine Affäre hatte.[44][46]
17. NPG Operator #6
„Sie haben gerade die ‘Beautiful Experience’ erreicht. Diese Erfahrung umfasst Balz, Sex, Engagement. Sie haben gerade die ‘Beautiful Experience’ erreicht. Balz, Sex, Engagement, Fetische, Einsamkeit, Genugtuung, Liebe und Hass… Willk… Willk… Willk… Willk… Willk… Willk… Willk… Willkommen in der Morgendämmerung. Sie haben gerade die ‘Gold Experience’ erreicht. Drücken Sie ‘Gold’, um zu beginnen.“
18. Gold
Der letzte Albumsong ist eine melodische Pop-Rockballade. Prince’ Gesang erinnert zuweilen an dem einer Hymne und am Schluss hört man sein im Mehrspurverfahren aufgenommenen Gesang mit absteigender Melodie über die Akkorde, anstatt diesen zu folgen.[47] Im Liedtext beschäftigt er sich unterschwellig mit dem Thema „Kontrolle“, bezüglich seiner Entscheidung, seine Musik unter dem Namen „Prince“ hinter sich zu lassen und einen Neuanfang als „Symbol“ zu beginnen. Die Farbe Gold steht allgemein für die göttliche Weisheit. Der Song erinnert zuweilen an Purple Rain aus dem Jahr 1984.[46]

## Titelliste und Veröffentlichungen
| 1                                                                                               | P Control                            | 5:59 |
| 2                                                                                               | NPG Operator #1                      | 0:11 |
| 3                                                                                               | Endorphinmachine                     | 4:06 |
| 4                                                                                               | Shhh                                 | 7:17 |
| 5                                                                                               | We March a                           | 4:49 |
| 6                                                                                               | NPG Operator #2                      | 0:17 |
| 7                                                                                               | The Most Beautiful Girl in the World | 4:25 |
| 8                                                                                               | Dolphin                              | 4:58 |
| 9                                                                                               | NPG Operator #3                      | 0:19 |
| 10                                                                                              | Now                                  | 4:30 |
| 11                                                                                              | NPG Operator #4                      | 0:31 |
| 12                                                                                              | 319                                  | 3:05 |
| 13                                                                                              | NPG Operator #5                      | 0:09 |
| 14                                                                                              | Shy                                  | 5:03 |
| 15                                                                                              | Billy Jack Bitch b                   | 5:31 |
| 16                                                                                              | Eye Hate U                           | 5:53 |
| 17                                                                                              | NPG Operator #6                      | 0:44 |
| 18                                                                                              | Gold                                 | 7:22 |
| Spieldauer: 65:20 min.                                                                          |                                      |      |
| Autor aller Songs ist Prince a Autor: Prince und Nona Gayeb Autor: Prince und Michael B. Nelson |                                      |      |

- Die Verwendung des englischen Pronomens „I“ („Ich“) stilisierte Prince seit 1988 in fast allen Songs als „Augen-Symbol“.

The Gold Experience wurde am 25. September 1995 in Großbritannien und einen Tag später in den USA veröffentlicht. Das Album erschien auf CD, Doppel-LP und MC, später auch als Download. Ferner ist es als US-Promo-Tonträger auf Doppel-LP im gelben Vinyl erhältlich, zusammen mit der Maxi-Single von Eye Hate U.
Anlässlich des Record Store Day am 18. Juni 2022 veröffentlichte The Prince Estate den Promo-Tonträger erneut auf Doppel-LP im gelben Vinyl mit der Maxi-Single von Eye Hate U, wobei diese Auflage aber auf 24.150 Exemplare limitiert ist. Als die Neuauflage herausgebracht wurde, wurde der Original-Promo-Tonträger aus dem Jahr 1995 auf virtuellen Marktplätzen zwischen 300 und 2.600 US-Dollar (285 und 2.500 Euro) angeboten, weil dieser als Sammlerstück gilt. Im Juni 2023 brachte The Prince Estate das Originalalbum The Gold Experience auch in 150 Gramm schwarzen Vinyl als Doppel-LP heraus.

### Singles
Von dem Album wurden drei Singles ausgekoppelt: The Most Beautiful Girl in the World erschien bereits am 9. Februar 1994, also eineinhalb Jahre vor The Gold Experience. Die Single ist 4:07 Minuten lang und unterscheidet sich dezent von der Albumversion. Als B-Seite dient das Stück Beautiful, eine 3:55-minütige Remix-Dance-Version der Single.
Zwei Wochen vor der Veröffentlichung von The Gold Experience wurde Eye Hate U am 12. September 1995 ausgekoppelt. Die Singleversion ist auf 4:27 Minuten gekürzt und auf der B-Seite ist der Song im Quiet Night Mix zu hören, ebenfalls eine Remixversion der Single. Am 30. November 1995 erschien mit Gold die dritte und letzte Singleauskopplung, die in einer Edit-Version 4:43 Minuten lang ist. Als B-Seite ist das Stück Rock ‘N’ Roll Is Alive! (And it Lives in Minneapolis) vorhanden, das Prince als Antwort auf die von Lenny Kravitz im August 1995 veröffentlichten Singleauskopplung Rock and Roll Is Dead aus dessen Album Circus geschrieben hatte.
Ferner sind drei Promo-Singles von The Gold Experience ausgekoppelt worden. Ein paar Monate vor dem Album erschien P Control mit der B-Seite 319 als CD-Single, zudem wurde P Control am 3. Dezember 1995 in verschiedenen Remixen auf Kompaktkassette veröffentlicht – diese Kassette war aber nur während der VH-1 Fashion Awards erhältlich. Im Spätsommer 1995 wurde Dolphin mit NPG Operator und We March auf Kompaktkassette veröffentlicht, wobei die Tracks in gekürzten Versionen vorhanden sind. Außerdem erschien in Japan der Song Endorphinmachine als 1-Track-CD-Single.

### Musikvideos
Prince produzierte zu acht Albumsongs Musikvideos, wovon mit The Most Beautiful Girl in the World, Endorphinmachine, Dolphin und Gold aber nur die Hälfte damals offiziell erschienen sind; alle Videos wurden von ihm selbst finanziert.
Am 29. Januar 1994 drehte Prince zusammen mit Regisseur Antoine Fuqua ein Musikvideo zu The Most Beautiful Girl in the World in seinem Paisley Park Studio. Die Musikvideos zu Now und Shhh stammen von einem Konzert, das Prince am 13. Februar 1994 in seinem Paisley Park Studio gab. Das Video zu Endorphinmachine drehte er ebenfalls im Februar 1994 im Paisley Park Studio. Es zeigt einen Liveauftritt, wie er den Song mit The New Power Generation und Tänzerin Mayte Garcia vorträgt. Prince spielt auf einer goldfarbenen Gitarre, die die Form seines unaussprechbaren Symbols besitzt. Ausschnitte des Musikvideos sind auf der CD-ROM Interactive zu sehen, die am 7. Juni 1994 veröffentlicht wurde. Im Musikvideo zu Dolphin, vermutlich im Sommer 1994 im Paisley Park Studio aufgenommen, ist abermals Prince mit The New Power Generation zu sehen, wie diese den Song singen. Prince trägt eine dunkle Sonnenbrille und auf seiner Wange steht das Wort „Slave“. Mayte Garcia tanzt im Hintergrund und trägt ein weißes Kleid. Regisseurin war Nicole Nodland.
Am 3. Februar 1995 produzierte Prince ein Musikvideo zu P Control im Musikklub Glam Slam West in Los Angeles. Weiteres Filmmaterial wurde am 8. Juni 1995 im Glam Slam East in Miami in Florida aufgenommen, beide Glam-Slam-Klubs gehörten damals Prince. Nähere Informationen über die Entstehung sind der Öffentlichkeit nicht bekannt und das Musikvideo wurde offiziell nicht herausgebracht.
Das Musikvideo zu Gold nahm Prince am 10. Oktober 1995 im Paisley Park Studio auf. Er singt den Song mit The New Power Generation auf einer aus in hauptsächlich goldfarbenen gehaltenen Konzertbühne vor ungefähr 500 Zuschauern. Zuweilen regnet während des Auftritts goldfarbenes Glitter. Zu Gold existieren zwei unterschiedliche Musikvideos; in einem wird nur der Auftritt von Prince und seiner Begleitband gezeigt, im anderen ist die US-amerikanische Schauspielerin namens Corrie Dana in der Rolle als „Nikki“ aus dem Prince-TV-Special Love 4 One Another (Erstausstrahlung am 27. Januar 1996 auf VH1) im Zuschauerraum zu sehen, wie diese voller Sehnsucht Prince zuschaut, wie er den Song vorträgt. Zudem produzierte Prince ein Musikvideo zu Rock ‘N’ Roll Is Alive! (And it Lives in Minneapolis), das am selben Tag wie Gold aufgenommen wurde und auf derselben Konzertbühne im Paisley Park Studio vor den 500 Zuschauern gedreht wurde.
Zwar wurde Eye Hate U im September 1995 als Single veröffentlicht, doch erst am 22. Oktober begann Prince, Filmszenen zum Musikvideo im Paisley Park Studio und im Galpin Blvd Home Studio in Chanhassen, drehen zu lassen. Zu Beginn des Videos wird Mayte Garcia von einem Pendel hypnotisiert. Im hypnotisierten Zustand sieht sie The New Power Generation in einem Gerichtssaal den Song spielen, wobei die Bandmitglieder Augenbinden tragen. Garcia trifft Prince inmitten des Gerichtssaals und beide tanzen miteinander. In einer weiteren Filmszene wird Garcia gezeigt, wie sie in einem Restaurant mit einem Mann flirtet, was Prince aus Entfernung beobachtet. Die Filmszene wechselt wieder in den Gerichtssaal, wo Prince sein Plädoyer gegenüber dem Richter – gespielt von Schlagzeuger Michael Bland – hält. Er nimmt Garcia ins Kreuzverhör und tanzt währenddessen mit ihr. In der Schlussszene sagt Prince „I Love You“ in die Kamera, worauf anschließend Garcia’s Gesicht in Nahaufnahme zu sehen. Als das Musikvideo fertiggestellt war, verweigerte Prince die Freigabe für Warner Bros. Records, weil er sich zum damaligen Zeitpunkt im Streit mit dem Label befand.

### Coverversionen
Es sind nur Coverversionen von The Most Beautiful Girl in the World und P Control bekannt. Beispielsweise coverte Mayte Garcia im Jahr 1994 The Most Beautiful Girl in the World als The Most Beautiful Boy in the World und schildert den Liedtext aus der weiblichen Perspektive. Außerdem singt sie mit ¿Quieres ser el mas bello de este mundo? eine spanische Version ihrer Interpretation. Saxophonist Eric Leeds (* 1952), der ab dem Jahr 1983 immer wieder bei Prince in der Band spielte, nahm ebenfalls im Jahr 1994 mit Beautiful Girl eine Instrumentalversion des Songs auf.
Im Jahr 2008 interpretierte der norwegische Komponist und Musiker John Erik Kaada (* 1975) eine neue Version von P Control mit Namen P. Control (Pussy Outta Control-Remix), und 2013 veröffentlichte Richard Cheese eine von ihm eingespielte Version von P Control.

## Mitwirkende

### Musiker

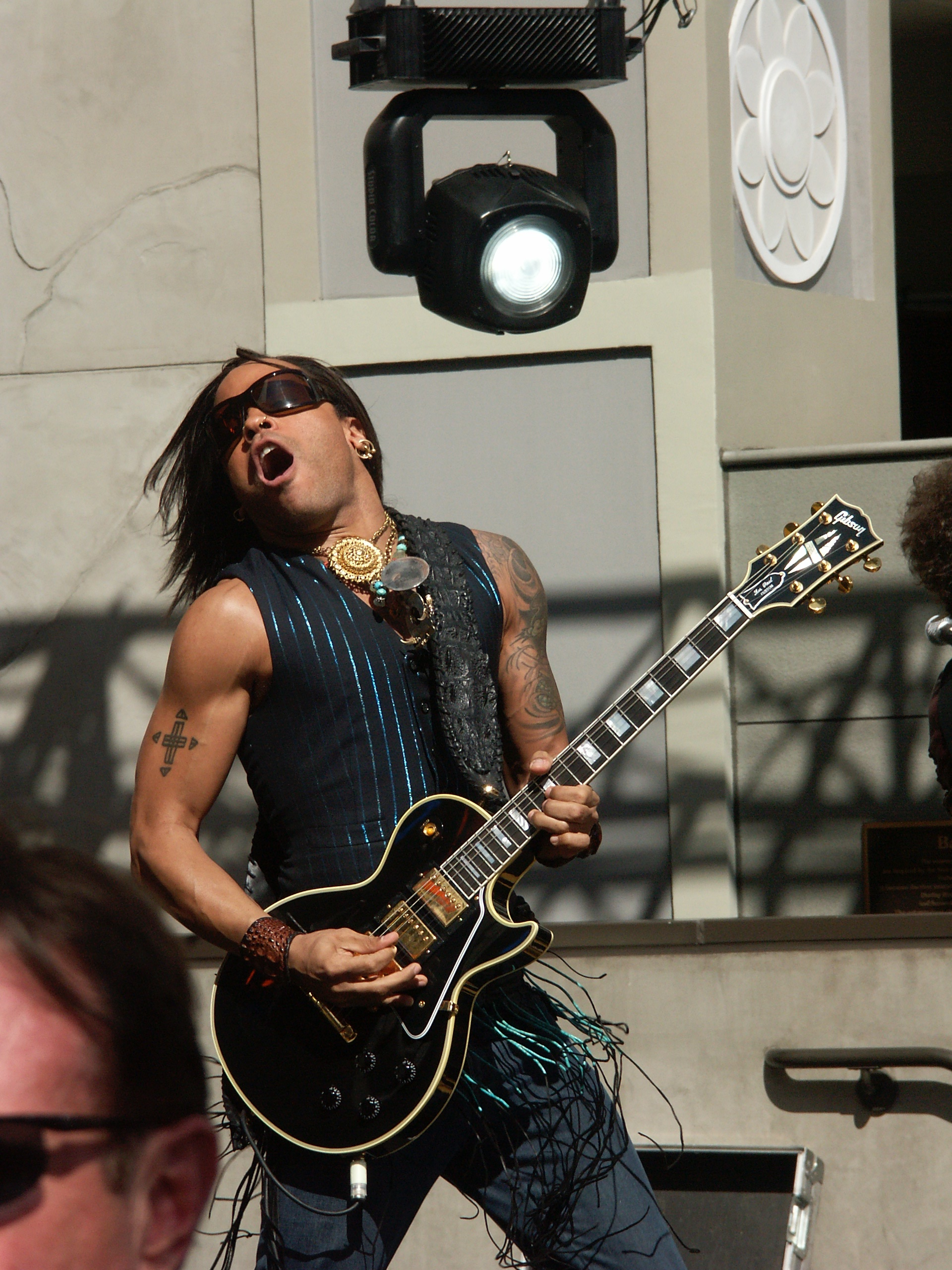
Lenny Kravitz (2004), der bei Billy Jack Bitch und Dolphin in den Backing Vocals zu hören ist

Alle Songs wurden von Prince arrangiert, komponiert, produziert und vorgetragen. Zudem spielte er alle Musikinstrumente selbst ein, wobei folgende Personen die Aufnahmen ergänzten:
- Hornheads (als NPG Hornz) – Baritonsaxophon, Posaune, Tenorsaxophon, Trompete in 319, Billy Jack Bitch, Now
- James Behringer – zusätzliches Gitarrenspiel in The Most Beautiful Girl in the World
- Lenny Kravitz – Backing Vocals in Billy Jack Bitch, Dolphin (beide Songs Uncredited)
- Mayte Garcia – Backing Vocals sowie spanisch gesprochene Sätze in 319, Endorphinmachine, P Control, We March
- Michael Bland – Schlagzeug in 319, Billy Jack Bitch, Dolphin, Endorphinmachine, Eye Hate U, Gold, The Most Beautiful Girl in the World, Shhh
- Morris Hayes – Keyboard in 319, Billy Jack Bitch, Dolphin, Endorphinmachine, Eye Hate U, Gold, Shhh
- Nona Gaye – Co-Leadsängerin in We March
- Rain Ivana – NPG Operator
- Ricky Peterson – zusätzliches Keyboard in 319, Eye Hate U, Gold, The Most Beautiful Girl in the World, We March
- Sonny Thompson – Co-Leadgesang in We March; E-Bass in 319, Billy Jack Bitch, Dolphin, Endorphinmachine, Eye Hate U, Gold, Shhh
- Tommy Barbarella – Keyboard in 319, Billy Jack Bitch, Dolphin, Endorphinmachine, Eye Hate U, Gold, Shhh

### Technisches Personal
- Prince – Artdirector, Mixing, Toningenieur
- Amanda Costanzi – Albumdesign
- Brian Gardner – Mastering
- David Friedlander (als „Chronic Freeze“) – Mixing
- Eric Anest (als „Statik“) – Programming
- J.C. Munson – Logo-Design
- Jim Walsh – Liner Notes
- Kimm James – Mixing-Assistenz
- Kirk Johnson – zusätzliche Produktion und Schlagzeug-Programming in We March
- Kyle Bess – Mixing-Assistenz
- Liz Luce – Logo-Design
- Michael B. Nelson – Arrangements der Hörner in Billy Jack Bitch
- Michael van Huffel – Albumdesign
- Randee St. Nicholas – Fotografin
- Ray Hahnfeldt – Mixing
- Ricky Peterson – Arrangements und Co-Produktion in 319, Eye Hate U, Gold, The Most Beautiful Girl in the World, We March
- Steve Durkee – Mixing
- Therese Stoulil – Projektkoordinatorin
- Tom Garneau – Mixing-Assistenz
- Tom Tucker (* 1949; † 2012) – Mixing

## Tournee
Sechs Monate vor der Veröffentlichung von The Gold Experience ging Prince mit The New Power Generation in England, Schottland, Irland, den Niederlanden und in Belgien auf Europatournee. Diese nannte er „The Ultimate Live Experience“ und begann am 3. März 1995 in der Wembley Arena in London und endete am 30. März 1995 im Point Theatre in Dublin. Er gab 20 Konzerte, die von zirka 150.000 Zuschauern besucht wurden. Die Konzertlänge variierte von 100 bis 120 Minuten und Prince trat während der Tournee mit dem Wort „Slave“ auf seiner Wange auf. Abgesehen von den Livekonzerten entwickelte sich eine ernste Beziehung zwischen ihm und Mayte Garcia, die er im Februar 1996 heiratete.
The New Power Generation bestand während der Tournee aus den folgenden fünf Mitgliedern:
- Mayte Garcia – Backing Vocals, Tänzerin
- Michael Bland – Schlagzeug
- Morris Hayes – Backing Vocals, Keyboard
- Sonny Thompson – Backing Vocals, E-Bass
- Tommy Barbarella – Keyboard

Im Vorfeld der Tournee sagte der britische Prince’ Publizist Chris Poole: „Diese Tour ist für ihn sehr wichtig. Er hat ein kleines Geldproblem. Er ist zwar nicht bankrott, aber er hat sein Geld für seine Musik ausgegeben.“ Doch die Tournee entwickelte sich zu einem Tiefpunkt in Prince’ Karriere; diverse Konzerte waren nicht annähernd ausverkauft und viele Besucher waren von der Setlist enttäuscht, da Prince eine Reihe von damals unveröffentlichten Songs spielte, die kaum jemand kannte. Er spielte kein Stück von seinen Alben aus den 1980er Jahren, in denen er kommerziell sehr erfolgreich war. Einige Konzertbesucher fühlten sich betrogen und forderten ihr Geld zurück, andere verließen vorzeitig die Konzerte. Nur sehr wenige Konzertbesucher waren davon begeistert, dass Prince neues Material vortrug. Gelegentlich forderte er seine Fans dazu auf, einen Rekorder mitzubringen, um die Livekonzerte mitzuschneiden – es sei die einzige Möglichkeit, die Musik von The Gold Experience zu hören, da er sich weiterhin im Streit mit Warner Bros. Records befinde. Musikjournalisten waren von den Konzerten zum Teil sehr enttäuscht und bewerteten die The-Ultimative-Live-Experience-Tour als Prince’ schlechteste Europatournee seiner Karriere.
Die Konzertbühne nannte Prince „The Endorphinmachine“ und bestand aus drei verschiedenen Kulissen; die auf der linken Seite ähnelte dem weiblichen Geschlechtsorgan, die Mittlere war in Form einer Gebärmutter gestaltet und die der rechten Seite ähnelte dem männlichen Geschlechtsorgan. Das Design konzipierte Prince und die Gesamtkosten der Bühnenproduktion betrugen 250.000 US-Dollar, was letztendlich die teuerste Konzertbühne in seiner Karriere gewesen ist. „The Endorphinmachine“ ließ die Geldausgaben aber noch weiter ansteigen; für den Transport der Kulissenelemente wurde eine LKW-Kolonne benötigt und nicht – wie bei Tourneen sonst üblich – ein oder zwei LKWs. Aufgrund der entstandenen Kosten beschloss Prince, den linken und den rechten Teil der Konzertbühne in London zu lassen, nach dem er dort die ersten fünf Konzerte absolviert hatte. Keyboarder Tommy Barbarella beschrieb „The Endorphinmachine“ bei den weiteren Konzerten wie folgt: „Es war nur noch eine flache Bühne, kein Hintergrund, keine Requisiten mehr.“ Zudem litten die Konzerte unter Soundprobleme, weswegen Prince mehrfach den Toningenieur austauschte. Ferner funktionierten Requisiten wie beispielsweise ein Laufband, das ihn auf die Bühne befördern sollte, des Öfteren nicht.

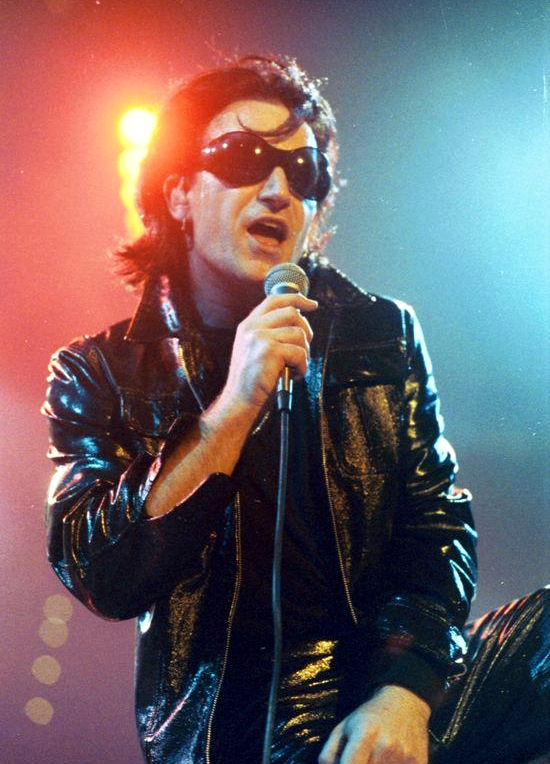
Bono, 1992

Vom 8. Januar bis zum 20. Januar 1996 ging Prince mit The New Power Generation in Japan auf Tournee und gab insgesamt sieben Konzerte in Fukuoka, Osaka, Tokio und Yokohama. The Gold Experience war mittlerweile erschien und die Konzerthallen waren zu 80–90 Prozent ausverkauft, wobei das Fassungsvermögen 7.000 bis 18.000 Zuschauer betrug. Die Setlist ähnelte die der Europatournee, doch die japanischen Konzertveranstalter ließen sich von Prince vertraglich zusichern, dass er einige seiner bekannten Songs spielen müsse, um ähnliche Probleme wie bei der Europatournee zu vermeiden. Abgesehen von den Songs auf The Gold Experience spielte er unter anderem 1999 sowie If I Was your Girlfriend, Starfish and Coffee und The Cross von seinem Album Sign “☮” the Times. Außerdem spielte er Sexy M.F. von Love Symbol. Als Konzertbühne diente lediglich der mittlere Teil von „The Endorphinmachine“. Nach Beendigung der Japan-Tour verließen Michael Bland, Sonny Thompson und Tommy Barbarella The New Power Generation.

## Aftershows
Ab dem Jahr 1986 spielte Prince nach dem Hauptkonzert gelegentlich eine Aftershow, also ein weiteres Konzert nach Mitternacht. Seine Aftershows fanden in kleineren Musikclubs vor meist 300 bis 1.500 Zuschauern statt und Prince verzichtete auf die aufwendigen Bühnenshows, Choreografien und Lightshows seiner Hauptkonzerte. Zudem gestaltete er die Songauswahl anders und verzichtete oftmals auf seine Top-Ten-Hits. Höhepunkte mancher Aftershows waren Gastauftritte bekannter Musiker.
Im Jahr 1995 spielte Prince bei acht der 20 Konzerte eine Aftershow. Dabei traten am 9. März im The Astoria in London Chaka Khan und George Benson als Gastmusiker auf. Nach dem Abschlusskonzert der The-Ultimative-Live-Experience-Tour absolvierte Prince am 31. März im Musikklub The Pod in Dublin eine Aftershow. Diese begann 3:00 Uhr nachts und er spielte die erste Strophe seines 1987 veröffentlichten Songs The Cross auf Gitarre. Ohne Vorankündigung kam Bono von Backstage auf die Bühne und sang den Song. Anschließend verließ er kommentarlos die Bühne. Bevor Prince gegen 4:30 Uhr den letzten Song seiner Aftershow präsentierte, thematisierte er den Auftritt von Bono und fragte das Publikum: „War das nicht cool, als Bono auf die Bühne kam und für euch gesungen hat? Ich sag’ euch, ihr [Irland] habt wahnsinniges Glück, ihn zu haben.“ Bono kommentierte später: „Prince ist ein großartiger Komponist und ein großartiger Tänzer. Für mich ist er der Ken Russell des Rock. Prince ist wie Ken’s brillante und spektakuläre Filme. Seine Show ist wie Broadway unter Acid. Er ist ein großartiger Gitarrist.“

## Rezensionen
Viele Musikkritiker lobten The Gold Experience und beschrieben es als Prince’ bestes Album seit Sign “☮” the Times aus dem Jahr 1987. Zudem sei es sein bedachtestes und kommerziellstes Album seit Diamonds and Pearls von 1991. Die Songs auf The Gold Experience wirkten sehr „melodisch“, was bei den vorangegangenen Prince-Alben überwiegend nicht der Fall gewesen sei. Die Überleitungen vom NPG Operator wurden aber meist als störend empfunden, weil dadurch die Musik des Albums unterbrochen werde. Die Website AOTY (Album of the Year) errechnete eine Durchschnittsbewertung von 79 %, basierend auf sieben Rezensionen englischsprachiger Medien.
Cheo Hodari Coker von der Los Angeles Times zeigte sich begeistert und verteilte die Höchstzahl von vier Sternen. The Gold Experience klinge, „als hätte Prince aufgehört, andere Trends zu kopieren“. Das Ergebnis sei „sein effektivstes und bedeutendstes Album“ seit Graffiti Bridge aus dem Jahr 1990. Vor allem lobte Coker die beiden Balladen Eye Hate U und Shhh; letztgenannter Song „steht in einer Reihe mit Adore (1987), Joy in Repetition (1990) und anderen legendären Prince-Slow-Jams, mit einem kehligen Tenor, der mit jedem Gurren verführt, und einem schwebenden Gitarrensolo, das den Song immer höher“ treibe.
Alan Light von Pitchfork Media gab 8,1 von zehn Sternen und meinte, The Gold Experience sei Prince’ bestes Album in den 1990er Jahren. Es reiche „von Slow-Jam-Balladen“ wie Eye Hate U und Shhh bis zum „Glam-Rock-Kick“ in Endorphinmachine und „dem schimmernden Power-Pop“ in Dolphin. „Niemand sonst hatte das Handwerkszeug, über das Prince verfügte, aber es war schon eine Weile her, dass er es richtig eingesetzt“ habe. Zudem sei das Album mit den „swingenden Bläser“ in Billy Jack Bitch und dem „loopigen Groove“ in Now „sehr funklastig“. Außerdem finde Prince „auch wieder zur Gitarre zurück“; beispielsweise lasse er in der „schwungvollen Power-Ballade“ Gold seine „Fähigkeiten auf Eddie Van Halen-Niveau aufblitzen“. Doch mit „einer Spielzeit von über einer Stunde“ ziehe sich The Gold Experience „stellenweise in die Länge“, wobei aber die „metallische Wucht“ in 319 zu Prince’ „besten Momenten“ gehöre. Die „weibliche Roboterstimme“ vom NPG Operator bezeichnete Light als „unbeholfen, aber seiner Zeit [1995] voraus“.
Stephen Thomas Erlewine von AllMusic verteilte vier von fünf Sternen. Prince und The New Power Generation „durchlaufen eine typisch schillernde Reihe von Musikstilen, wobei sie auf subtile Weise neue Klänge aus bekannten Formen“ herausarbeiteten. The Gold Experience folge „einem losen Konzept, das eine Vielzahl von Pop-, Funk-, Rock-, Soul- und Jazzstilen zu einer vagen Geschichte“ verwebe. The New Power Generation wirke „lebendig und selbstbewusst“ und bringe „eine mühelose Virtuosität in die Funk-Workouts“, wie beispielsweise in Endorphinmachine und P Control sowie in der Ballade Eye Hate U. Die „Zwischenspiele“ vom NPG Operator empfand Erlewine als störend, weil sie „den Fluss der Musik unterbrechen“. Dennoch sei The Gold Experience Prince’ „zufriedenstellendes Werk“ seit Sign “☮” the Times.
Carol Cooper von dem US-Musikmagazin Rolling Stone gab ebenfalls vier von fünf Sternen. „Bei dieser LP zeigt sich unser ehemaliger Prince von seiner vielseitigsten Seite seit der 1987 erschienenen“ Doppel-LP Sign “☮” the Times. Zudem würden langjährige Prince-Fans die Handschrift seiner Alben Controversy (1981), 1999 (1982) und Purple Rain (1984) wiedererkennen. Den Song Shy beschrieb Cooper als „stärkste Offenbarung“ des Albums; die Rhythmus-Spur erinnere an Kiss (1986), „gespickt mit den melodischen Eigenheiten einer Ballade von Joni Mitchell“, hinterlasse aber „einen unauslöschlicheren Eindruck als beides“. Die Überleitungen vom NPG Operator bezeichnete Cooper als „mehrsprachiges Geplapper eines weiblichen Cyborgs“, aber letztendlich höre man auf dem Album „nur das Herz, die Seele und den Geist unseres einstigen und zukünftigen Prince“.
Robert Christgau verteilte die Note „A“, wobei lediglich „A+“ besser ist. Er bezeichnete Prince als den „begabtesten Plattenkünstler dieser Ära [1995]“. Doch The Gold Experience dokumentiere „mehr als nur ein zügelloses professionelles Genie“; dieses Album sei im Vergleich zu anderen Prince-Alben „eine Erneuerung“ und „so sexbesessen wie eh und je, nur mit mehr Saft“. Vor allem 319 und Shhh „haben die Art von Porno-Ruck, an den sexy Musik selten herankommt und harte Musik nie“. Zudem habe Prince seit Jahren nicht mehr so „schwarz“ geklungen und sei als Gitarrist nicht so „rockig“ gewesen. Die beiden Balladen Eye Hate U und The Most Beautiful Girl in the World „leiden nur darunter“, dass sie auf dem Album nicht dominierten, meinte Christgau.
Die beiden Musikkritiker David Wilson und John Alroy gaben dreieinhalb von fünf Sternen. Auf The Gold Experience höre man „eine weitere Sammlung von schweißtreibendem R&B“ wie in Billy Jack Bitch und P Control, „Uptempo-Rock“ in Dolphin und Endorphinmachine sowie „schmerzhaften Balladen“ wie Eye Hate U und Shhh. Der Song Gold wirke zwar „unbestreitbar kraftvoll“, stamme aber „vom selben Fließband“ wie das Stück Purple Rain von 1984. Außerdem seien auf dem Album „ein Haufen pseudo-interaktiver Übergänge“ vorhanden, die „in ein paar Jahren ziemlich veraltet klingen werden“. Letztendlich sei The Gold Experience „nicht das bahnbrechende Album“, das Prince versprochen habe, biete aber trotzdem „hohen Unterhaltungswert“.

## Kommerzieller Erfolg

### Chartplatzierungen
| ChartsChartplatzierungen       | Höchstplatzierung | Wochen |
| ------------------------------ | ----------------- | ------ |
| Deutschland (GfK)              | 24 (8 Wo.)        | 8      |
| Österreich (Ö3)                | 28 (6 Wo.)        | 6      |
| Schweiz (IFPI)                 | 7 (8 Wo.)         | 8      |
| Vereinigtes Königreich (OCC)   | 4 (13 Wo.)        | 13     |
| Vereinigte Staaten (Billboard) | 6 (9 Wo.)         | 9      |

| Jahr | Titel                                | Höchstplatzierung, Gesamtwochen, AuszeichnungChartplatzierungen (Jahr, Titel, , Platzierungen, Wochen, Auszeichnungen, Anmerkungen) | Höchstplatzierung, Gesamtwochen, AuszeichnungChartplatzierungen (Jahr, Titel, , Platzierungen, Wochen, Auszeichnungen, Anmerkungen) | Höchstplatzierung, Gesamtwochen, AuszeichnungChartplatzierungen (Jahr, Titel, , Platzierungen, Wochen, Auszeichnungen, Anmerkungen) | Höchstplatzierung, Gesamtwochen, AuszeichnungChartplatzierungen (Jahr, Titel, , Platzierungen, Wochen, Auszeichnungen, Anmerkungen) | Höchstplatzierung, Gesamtwochen, AuszeichnungChartplatzierungen (Jahr, Titel, , Platzierungen, Wochen, Auszeichnungen, Anmerkungen) | Anmerkungen                                                            |
| Jahr | Titel                                | DE | AT | CH | UK | US | Anmerkungen                                                            |
| ---- | ------------------------------------ | --- | --- | --- | --- | --- | ---------------------------------------------------------------------- |
| 1994 | The Most Beautiful Girl in the World | DE9 (23 Wo.)DE | AT5 (12 Wo.)AT | CH1 (22 Wo.)CH | UK1 Silber · (14 Wo.)UK | US3 Gold · (26 Wo.)US | UK: 1. April 1994: Silber (200.000+) US: 26. Mai 1994: Gold (500.000+) |
| 1995 | Eye Hate U                           | DE62 (9 Wo.)DE | — | CH31 (5 Wo.)CH | UK20 (3 Wo.)UK | US12 (10 Wo.)US |                                                                        |
| 1995 | Gold                                 | DE58 (13 Wo.)DE | — | — | UK10 (9 Wo.)UK | US88 (2 Wo.)US |                                                                        |

The Most Beautiful Girl in the World war im Jahr 1994 Prince’ letzter Top-Ten-Single-Hit in seinem Heimatland – erst nach seinem Tod im April 2016 erreichten mit Purple Rain und When Doves Cry zwei Singles wieder die Top Ten in den USA.

### Auszeichnungen für Musikverkäufe
The Gold Experience wurde seit 1995 weltweit ungefähr eine Million Mal verkauft, davon wurden in etwa 530.000 Exemplare in den USA abgesetzt.

| Land/Region                  | Auszeichnungen für Musikverkäufe (Land/Region, Auszeichnung, Verkäufe) | Verkäufe |
| ---------------------------- | ---------------------------------------------------------------------- | -------- |
| Dänemark (IFPI)              | Gold                                                                   | 10.000   |
| Vereinigte Staaten (RIAA)    | Gold                                                                   | 500.000  |
| Vereinigtes Königreich (BPI) | Gold                                                                   | 100.000  |
| Insgesamt                    | 3× Gold ·                                                              | 610.000  |

Hauptartikel: Prince/Auszeichnungen für Musikverkäufe

## Preise
Prince wurde für die The-Gold-Experience-Ära mit folgenden Auszeichnungen und Preisen geehrt:

### BRIT Awards
19. Februar 1996: Gewinner bei den BRIT Awards 1996 in der Kategorie „Best International Male Solo Artist“.

### Grammy-Nominierungen
28. Februar 1996: The Gold Experience wurde bei den Grammy Awards 1996 in der Kategorie „Best R&B Album“ nominiert und Eye Hate U in der Kategorie „Best Male R&B Vocal Performance“. Außerdem wurde The Most Beautiful Girl in the World ein Jahr zuvor bei den Grammy Awards 1995 in der Kategorie „Best Male Pop Vocal Performance“ nominiert. Aber Prince gewann in keiner Kategorie.

### Minnesota Music Awards
8. Juli 1996: Auszeichnung als „Artist of the Year“.